# Мадисън Кийс
Мадисън Кийс (родена на 17 февруари 1995 г.) е американска тенисистка.
Тя играе с дясна ръка и използва бекхенд с две ръце. Най-доброто ѝ постижение в световната ранглиста е No.16, постигнато на 18 май 2015 г. Тя е една от най-младите тенисистки, печелили мач на WTA Тура - на 14-годишна възраст (и 48 дни) Кийс побеждава световната No.81 Алла Кудрявцева. От 9-годишна тя е част от академията на Крис Евърт в Бока Ратон. През 2014 г. Кийс печели първата си WTA титла (АЕГОН Интернешънъл 2014). Кийс е полуфиналистка на Australian Open 2015 и четвъртфиналистка от Уимбълдън 2015.

## Кариера

### 2009 – 2012
На турнира в Понте Ведра Бийч през 2009 г., Кийс получава уайлд кард за първия си професионален турнир. Там тя побеждава световната No.81 Алла Кудрявцева в първи кръг, но след това губи от първата поставена в схемата Надя Петрова.
През 2011 г., Кийс си спечелва място в първия си Ю Ес Оупън след победа над Беатрис Капра във финала на уайлд кард плейофите. Кийс отстранява световната No.111 Джил Крейбъс в първия си мач в основната схема, но в следващия кръг е победена в три сета от световната No.27 Луцие Шафаржова.
През 2012 г., след като печели уайлд кард турнир, в който участват и други американски тенисистки, Кийс влиза в основната схема на Аустрелиън Оупън 2012, но губи още в първи кръг от полуфиналистката от 2010 г. Джън Дзие.

### 2013
На турнира Апия Интернешънъл Сидни 2013 Кийс стига до четвъртфиналите, отстранявайки в първи кръг Луцие Шафаржова и Джън Дзие във втория си мач. В четвъртфиналната фаза е победена от Ли На в три оспорвани сета. На Аустрелиън Оупън 2013, Кийс побеждава в първи кръг представителката на домакините Кейси Делакуа, а във втори кръг надиграва поставената под No.30 в схемата Тамира Пашек, преди да загуби от петата поставена Анжелик Кербер с 2–6, 5–7.
В турнира Мутуа Мадрид Оупън 2013 Кийс постига своята първа победа над тенисистка от Топ 10 на света след успеха си в първи кръг срещу световната No.5 Ли На. В следващата фаза на турнира, Кийс се изправя срещу получилата уайлд кард испанка Анабел Медина Гаригес, но е победена в два сета, 6–7(3–7), 3–6. На Ролан Гарос 2013 Кийс надиграва Мисаки Дой в първи кръг, но във втори претърпява загуба в мача си срещу Моника Пуиг, 4–6, 6–7(2–7).
На турнира АЕГОН Класик 2013 Кийс побеждава Леся Цуренко с 3–6, 6–3, 7–6(7–3) в първи кръг, сънародничката си Джейми Хемптън във втори с 2–6, 6–3, 7–6(7–3) и 6-ата поставена Мона Бартел с 6–3, 6–2 в третия си мач. В мача си от четвъртфиналите Кийс губи от Магдалена Рибарикова в два сета, 6–3, 6–0.
На Уимбълдън 2013 Кийс отстранява Хедър Уотсън и поставената под No.30 Мона Бартел в първите си два мача, но в трети кръг претърпява загуба от No.4 в света Агнешка Радванска в три сета, 5–7, 6–4, 3–6. Следващото ѝ участие е на турнира Банк ъф дъ Уест Класик 2013, където Кийс побеждава 8-ата поставена Магдалена Рибарикова в първи кръг, но във втори е надиграна от квалификантката Вера Душевина с 6–7(0–7), 2–6. През следващата седмица Кийс се включва в турнира Сити Оупън 2013. В първи кръг тя отстранява преминалата квалификациите Мишел Ларшер де Брито, но след това е спряна от Моника Никулеску в три сета, 1–6, 6–2, 6–7(6–8).
През август Кийс участва в квалификациите на Роджърс Къп 2013, но се отказва във втория си мач. На US Open 2013 губи в първи кръг от Йелена Янкович.
През септември Кийс се състезава на турнира Торай Пан Пасифик Оупън 2013 и записва две победи, които ѝ осигуряват място в трети кръг. Там обаче тя среща евентуалната шампионка Петра Квитова, на която отстъпва с 2–6, 2–6. Следва участие в Чайна Оупън 2013 — в първи кръг записва победа над Доминика Цибулкова, преди да загуби от Агнешка Радванска във втори. Седмица по-късно Кийс стига до първия си полуфинал на турнир от WTA на Ейч Пи Оупън 2013, но е спряна от евентуалната шампионка Саманта Стосър, 1–6, 2–6.

## Стил на игра
Кийс играе с дясна ръка, притежава мощни удари от основната линия за годините си и има силни сервиси. Стилът ѝ на игра е оприличаван на този на сънародничката ѝ Дженифър Каприати.

## Лични данни
Нейни треньори са Адам Питърсън и Ола Малмквист. Родителите ѝ, Рик и Кристин, са адвокати; сестрите ѝ се казват Сидни и Монтана, а брат ѝ – Хънтър. Родителите ѝ са тези, които са я въвлекли в тениса. Любимият ѝ удар е сервисът, а любимата ѝ настилка – твърдата. Любимата ѝ храна е сладоледът, а любима напитка – студен чай с праскова. Любимата ѝ актриса е Джулия Робъртс; любим филм - Титаник. Любимият ѝ изпълнител е Тейлър Суифт, а любимите ѝ музикални жанрове са хип-хоп, поп, рап и кънтри. Любимият ѝ писател е Стефани Майер. Обича печенето, излизането с приятели, гледането на телевизия и пазаруването. Любимият ѝ град е Париж. Най-незабравимото ѝ преживяване е участие в тенис мач по време на земетресение в Коста Рика. Голяма почитателка е на Роджър Федерер. Целта ѝ е да работи здраво и да постигне най-доброто, на което е способна.

## Финали на турнири отWTA Тур

### Сингъл: 2 (1–1)
| Легенда                            |
| ---------------------------------- |
| Турнири от Големия шлем (0–0)      |
| Шампионат на WTA Тур (0–0)         |
| Задължителни Висши & Висши 5 (0–0) |
| Висши (1–1)                        |
| Международни (0–0)                 |

| Финали по настилка |
| ------------------ |
| Твърда (0–0)       |
| Трева (1–0)        |
| Клей (0–1)         |
| Мокет (0–0)        |

| Изход      | No. | Дата          | Турнир                                      | Настилка     | Опонент         | Резултат      |
| ---------- | --- | ------------- | ------------------------------------------- | ------------ | --------------- | ------------- |
| Шампионка  | 1.  | 21 юни 2014   | АЕГОН Интернешънъл, Истборн, Великобритания | Трева        | Анджелик Кербер | 6–3, 3–6, 7–5 |
| Финалистка | 1.  | 12 април 2015 | Фемили Съркъл Къп, Чарлстън, САЩ            | Клей (зелен) | Анджелик Кербер | 2–6, 6–4, 5–7 |